# Valente (Bahia)
Valente é um município brasileiro, que fica localizado no estado da Bahia, mais precisamente no nordeste do estado. Segundo as estimativas do IBGE, em 2020, o município tem 31.172 habitantes, numa área territorial de 394,876 Km². Sua altitude é de 358 metros em relação ao nível do mar, tendo sua sede à 238 km da capital. Valente está localizado no território do sisal, a qual é conhecida como "a capital do sisal". A área do município se divide sobre duas bacias hidrográficas, do Jacuípe e Paraguaçu.

## História
A cidade, no começo do século XX, era uma imensa fazenda de gado. A origem do nome "Valente" deu-se por causa de um boi que desgarrou-se do rebanho e morreu afogado ao cair dentro de uma cacimba, que passou a ser chamada de Caldeirão do Boi Valente. Assim, mudaram o nome da fazenda para "Boi Valente", e em 12 de agosto de 1958, quando o povoado, pertencente a Conceição do Coite, virou cidade, foi abreviado para "Valente". O "Caldeirão do Boi Valente" ainda resiste ao tempo, e está localizado numa propriedade particular, próxima ao centro da cidade. Atualmente, no calçadão, no centro da cidade, a história está resumida em uma pedra. No local encontra-se o primeiro imóvel comercial construído na cidade, quando ainda era vila.

## Economia
A economia do município é impulsionada pelo comércio local e por três grandes empregadores: A Prefeitura Municipal localizada no centro da cidade, duas indústrias de médio porte, sendo uma calçadista e a Associação de Desenvolvimento Sustentável e Solidário da Região Sisaleira (APAEB), uma de suas atividades é a produção de fios naturais e tapetes e carpetes de sisal. Outras fontes de renda importantes é a agricultura familiar e o Sisal, planta que deu a Valente o título de capital mundial da fibra. A agave tem perdido seu espaço nas fazendas para outras produções por causa da baixa valorização dos seus derivados. Após a instalação de uma unidade produtiva de mel, na comunidade de Alagoinhas, a prefeitura de Valente incentivou mais uma fonte de renda que atende e mantem mais de 60 famílias.
Valente está na área de influencia econômica de Feira de Santana, além do Sisal e da pecuária, a cidade possui o turismo de festejos populares, como o São João. Valente se destaca pela sua organização, limpeza pública, arborização, e por ter uma qualidade de vida superior a de cidades vizinhas.
O principal problema social e econômico de Valente é o desemprego, o que obriga muitos valentenses se dirigirem para as regiões Sul e Sudeste do Brasil ao longo dos anos, ou mesmo para os polos de atração e desenvolvimento do estado, como Feira de Santana, a capital Salvador e sua região metropolitana.

## Esporte
Valente possui um calendário esportivo movimentado. No futebol, que tem como principal palco o Estádio Municipal Evandro Mota Araújo (Evandrão), a principal competição é o Campeonato Valentense, realizado anualmente no primeiro semestre. Outra competição de destaque é a Copa de Integração Rural de Futebol Society. Destaque também para os jogos estudantis que envolvem praticamente todas as escolas do município em diversas modalidades, sendo realizado geralmente no início de agosto.
Valente também é destaque no automobilismo nacional, onde realiza todos os anos o Rally do Sisal, tradicional competição que faz parte do Campeonato Brasileiro de Rally. Um dos destaques da cidade é o piloto Roberto Cunha, com seis títulos nacionais no currículo. A cidade também possui o único Rally Parque do país, o SR2 Rally Park. Um complexo Off Road com diversas pistas exclusivas para competições. Fica situado na BA 120, na rodovia que liga Valente a Santaluz.
Valente que tem parceria com o Instituto Fazer Acontecer (IFA), que trás varios beneficios no esporte aos povoados, e a sede.
A Seleção de Valente voltou a disputar em 2017 o Campeonato Baiano Intermunicipal de Futebol, que não disputava desde 2011.
Outros esportes bastante disputados pelo valentense são o futebol society, que conta com diversas competições, principalmente na Zona Rural, o Voleibol com uma equipe fantástica, que vem fazendo um lindo trabalho de educação e integração dos jovens valentenses e o futsal. Valente também conta com duas associações de Karatê, a Carcará de Valente, e a Dragões de Valente, além da Academia Montanha de Jiu-Jitsu. Já no atletismo, o ponto alto acontece no "Circuito de Corridas", realizado em três etapas no final do segundo semestre.
Contudo, em relação aos 'esportes de quadra', o que sempre teve maior destaque foi o handebol, tanto masculino quanto feminino, com excelentes atletas nos cenários regional e estadual.

## Infraestrutura
Valente possui um Hospital municipal de médio porte e postos de saúde. Na educação possui boas escolas estaduais como o Wilson Lins e o Colégio Estadual de Valente, entre as escolas particulares, possui o colégio Piaget, que está entre os melhores do estado da Bahia, e entre os 100 melhores de todo o Nordeste. No ensino superior possui a faculdade FATECBA e já sediou a FTC a distância. No lazer possui um grande ginásio poliesportivo, clubes sociais como o APAEB, AABB e Umburana, a cidade sempre celebra festas e shows importantes para a região, atraindo grande público, possui algumas praças importantes, como a Jazida, com arcos, quiosques, concha acústica e uma grande rocha no centro, a praça central possui pistas de skate, equipamentos de ginásticas para jovens e idosos e pistas de cooper. Nos transportes, a cidade é cortada pela BA 416 e BA 120, possui uma pequena rodoviária, O açude municipal, localizado no oeste da cidade já teve projetos de urbanização para criação de uma grande orla, mas o projeto jamais saiu do papel.

## Principais Povoados
- Itarerú[9]

## Distritos
- Distrito de Santa Rita de Cássia (Lei Municipal 661/2015 publicada no Diário Oficial do Legislativo dia 22.05.2015)
- Distrito de Valilandia (Lei Municipal 662/2015 publicada no Diário Oficial do Legislativo dia 22.05.2015)

FONTE: http://www.camara.valente.ba.io.org.br/diarioOficial/download/813/164/0